# Earmilk
Earmilk (zapisywane jako EARMILK) – amerykański internetowy magazyn muzyczny poświęcony recenzjom albumów muzycznych i wydarzeniom muzycznym. Założony w 2009 roku przez Montreya Whittakera, Blake’a Edwardsa i Erica DeFazio. Jego recenzje są cytowane w serwisie agregującym Album of the Year.
Siedziba główna Earmilk znajduje się w San Francisco.

## Historia i profil
Magazyn Earmilk został założony w 2009 roku przez Montreya Whittakera, Blake’a Edwardsa i Erica DeFazio. Ma siedzibę w Stanach Zjednoczonych (Nowy Jork, Los Angeles, Chicago, San Francisco) i Kanadzie (Toronto, Calgary, Vancouver), a oddziały również w Londynie, Paryżu i Sydney. Zajmuje się prawie każdym gatunkiem muzycznym, ale skupia się na muzyce tanecznej, hip-hopowej, niezależnej, elektronicznej i popowej. Korzysta z platformy SubmitHub do przesyłania muzyki. 
Poza wiadomościami muzycznymi redakcja magazynu zajmuje się rynkiem biznesowym związanym ze stylem życia. 
Wydawcą magazynu jest Blake Edwards Publisher, a dyrektorem zarzadzającym Montrey Whittaker.
Recenzje Earmilk są cytowane w serwisie agregującym Album of the Year.

## Rankingi
- 2017 – Earmilk znalazł się na liście najlepszych blogów muzycznych poza Pitchforkiem, sporządzonej przez serwis Refinery29[7] oraz na liście 7 najlepszych blogów dubstepowych magazynu EDM Sauce[2].
- 2023 – znalazł się na 8. miejscu listy najbardziej wpływowych blogów muzycznych dla artystów, opracowanej przez platformę dystrybucji i marketingu online Kwettr[8] oraz na liście 9 najlepszych blogów muzycznych, do których warto się zgłosić w 2023 roku, opracowanej przez dystrybutora muzyki cyfrowej, Amuse[3].
- 2024 – znalazł się na 10. miejscu listy 20 najlepszych blogów z muzyką niezależną, do których warto się zgłosić w 2024 roku, opracowaną przez serwis Two Story Melody, zajmujący się promowaniem muzyki niezależnej[9].